# Daniel Quinn

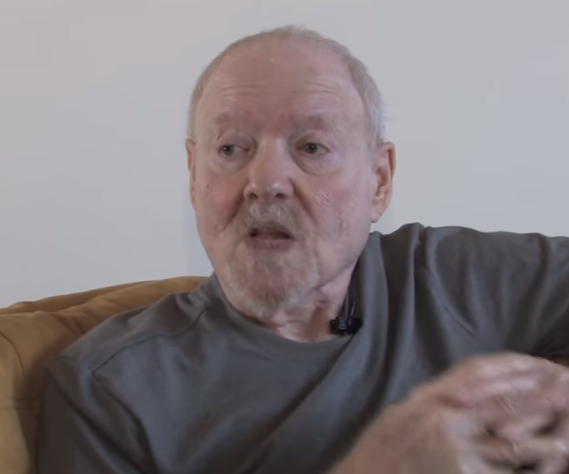
Daniel Quinn (2013)

Daniel Quinn (* 11. Oktober 1935 in Omaha, Nebraska; † 17. Februar 2018 in Houston, Texas) war ein US-amerikanischer Schriftsteller und Kritiker der modernen Zivilisation.

## Leben
Daniel Quinn wurde 1935 in Omaha, Nebraska, geboren, wo er einen Abschluss an der privaten Jesuitenschule Creighton Preparatory School erwarb. Er studierte an der Saint Louis University, der Universität Wien, dem Institute of the International Education of Students (IES Abroad) und der Loyola University Chicago. Die Studienzeit verlängerte sich durch ein Postulat bei einer Trappistengemeinde in Kentucky. Er hoffte, dort Mönch werden zu können. Sein spiritueller Mentor Thomas Merton war aber der Meinung, dass es das beste für ihn wäre, sein Postulat zu beenden. Quinn sagte sich daraufhin von seinem katholischen Glauben los und wurde Publizist.
Seit 1975 war er als freischaffender Schriftsteller tätig. Quinns berühmtestes Werk ist das Buch Ismael, für das er 1991 den mit 500.000 Dollar dotierten Turner Tomorrow Fellowship Award verliehen bekam. Nach eigenen Angaben wurde der Preis in der Höhe für ein Einzelwerk seitdem nicht mehr verliehen. Ismael ist der erste Teil einer Trilogie; es folgten Story of B. und Ismaels Geheimnis. Ismael lieferte die Idee zu dem Kinofilm Instinkt mit Anthony Hopkins und Cuba Gooding Jr. in den Hauptrollen.
Durch Ismael und seine Fortsetzungen wurde Quinn in den 1990er Jahren berühmt und ein anerkannter Autor der Umweltbewegung und des Primitivismus. In dieser Zeit tourte er durch die Welt und hielt viele Lesungen und Diskussionsrunden zu seinem Buch ab.
Während die Reaktionen auf Ismael zum größten Teil positiv ausfielen, wurden Details durchaus kontrovers diskutiert. Kritisiert wurde die Aussage Quinns, dass das Bevölkerungswachstum das Resultat der neuzeitlichen Nahrungsmittelindustrie sei und die Unterstützung von Entwicklungsländern durch Lebensmittelhilfen demnach dazu führe, dass die Probleme vor Ort weniger intensiv wahrgenommen und von der Bevölkerung nicht selbstständig gelöst werden können. Der Verlust der Bindung der ortsansässigen Bewohner an die Kapazitäten der Nahrungsmittelversorgung ihres Lebensraums führe zwangsläufig zur enormen Verschlechterung der Lage. Quinn behauptete, dass eine Einstellung der Lebensmittelhilfen und die Wiederherstellung der Beziehung zwischen Mensch und Nahrungsmittelkapazitäten der Umwelt langfristig das bessere Mittel gegen Hungersnöte sei, beispielsweise auch in Form von Migration, indem Bewohner aus Gebieten mit geringer Nahrungsmittelkapazität in Gegenden mit überschüssiger Nahrungsproduktion umsiedeln. Für ihn führte der Weg aus der Krise der modernen Gesellschaft über den Aufbau einer neuen „stammesgemäßen“ Lebensweise.
1998 tat Quinn sich mit dem Umweltbiologen Alan D. Thornhill zusammen und produzierte das 2 Stunden und 40 Minuten dauernde Video Food Production and Population Growth, das die Ideen seiner Bücher thematisiert und intensiv beleuchtet.
Im Jahr 2010 erlangte Quinn traurige Berühmtheit durch den US-Amerikaner James Lee. Dieser nahm in der Lobby der Zentrale des Discovery Channels drei Geiseln und drohte mit deren Tötung. Er wollte den Sender dazu zwingen, nur noch Sendungen auszustrahlen, die seinem 11 Punkte-Manifest entsprechen. In diesem Manifest nahm er direkten Bezug zu Daniel Quinns Buch Ismaels Geheimnis. Quinn teilte mit, dass es sich in seinen Augen bei Lee um einen verwirrten Fanatiker handle, der seine Ideen verzerre.
Ismael und Ismaels Geheimnis wurden in mehr als 20 Sprachen übersetzt: Chinesisch, Dänisch, Deutsch, Estnisch, Finnisch, Französisch, Griechisch, Hebräisch, Holländisch, Italienisch, Japanisch, Koreanisch, Kroatisch, Litauisch, Norwegisch, Polnisch, Portugiesisch, Schwedisch, Spanisch, Türkisch und Ungarisch.
Quinn lebte mit seiner dritten Ehefrau Rennie in Houston, Texas, wo er im Februar 2018 im Alter von 82 Jahren starb.

## Werke (Auswahl)
- 1988: Dreamer
- 1992: Ismael
- 1996: Story of B.
- 1996: Providence: The Story of a 50 Year Vison Quest (Autobiographie)
- 1997: Ismaels Geheimnis
- 1997: A Newcomer’s Guide to the Afterlife (zusammen mit Tom Whalen)
- 1999: An Animist Testament (Hörbuch)
- 2000: Beyond Civilization
- 2001: The Man Who Grew Young (mit Zeichnungen von Tim Eldred)
- 2001: After Dachau
- 2002: The Holy
- 2005: Tales of Adam
- 2006: Work, Work, Work
- 2007: If They Give You Lined Paper, Write Sideways